# Заріччя (городище)
Городище в селі Заріччя — залишки давньоруської фортеці (города) на річці Стугні в Обухівському районі Київській області.

## Розташування та історія археологічних досліджень
Городище розташоване на лівому березі річки Стугна на мисові, який утворюють два яри. Городище частково пошкоджене кар'єром цегельні.
Поселення складалося із двох укріплених частин — дитинця окольного граду. Загальна площа городища складає близько 1,5 га. Висота валу з напільної частини — 2 м, глибина рову — 5 м.
Городище досліджували П. Раппопорт і Б. Рибаков (в 1963—1964 рр.). Під час розкопок в валу городище виявили сирцеву кладку (характерну для будівництва епохи князя Володимира Святославича) і дубові городні. Значну зацікавленість викликають ворота (з дитинця в окольний град) у вигляді вузького отвору, обкладеного дубовими плахами. Ворота були перекриті баштою.
Весь матеріал, знайдений на городищі, датується кінцем Х — початком ХІ ст. На території городища було знайдено срібники Володимира Святославича. Згідно даних археологічних досліджень, городище загинуло внаслідок сильної пожежі (очевидно було спалене печенігами або в результаті міжусобної боротьби після смерті Володимира Святославича).

## Новогород Малий
Згідно припущення Б.Рибакова, городище в Заріччі — це місто Новогород Малий, згадане в ІІІ Новогородському літописі в статті за 1030 рік в контексті згадки про походження Феодосія Печерського:
|  | родом от града Василева, близ Малого Новогорода, в земли Рустей |

Згідно сучасних досліджень, ІІІ Новогородський літопис — компіляція більш пізніших часів, а тому допис про Малий Новогород, скоріше за все, з'явився набагато пізніше, коли поселення в Заріччі припинило своє існування.

## Галерея

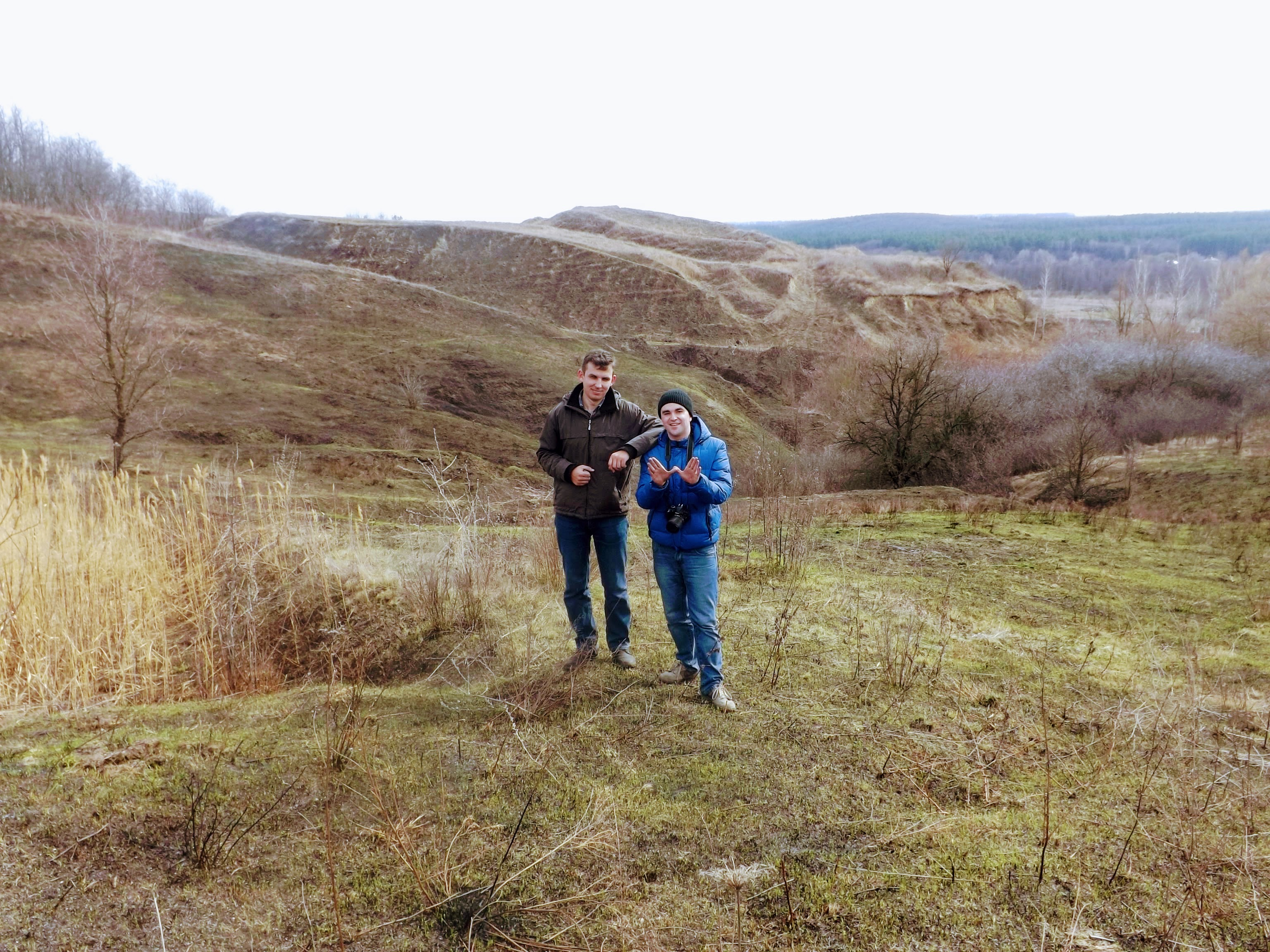
Учасники Вікіекспедиції на фоні городища
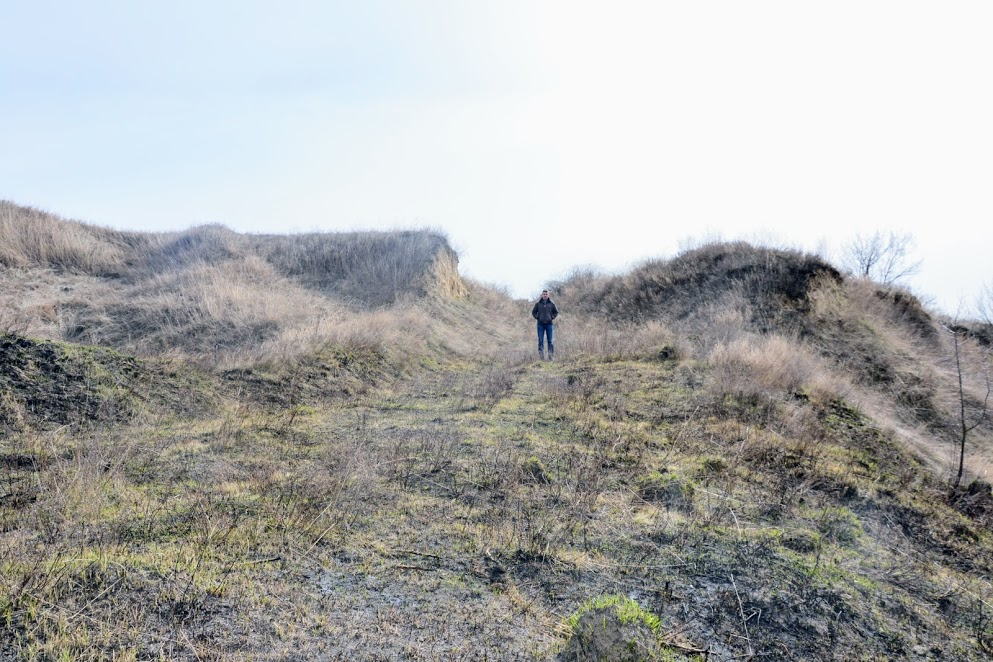
Місце, де були в'їзні ворота
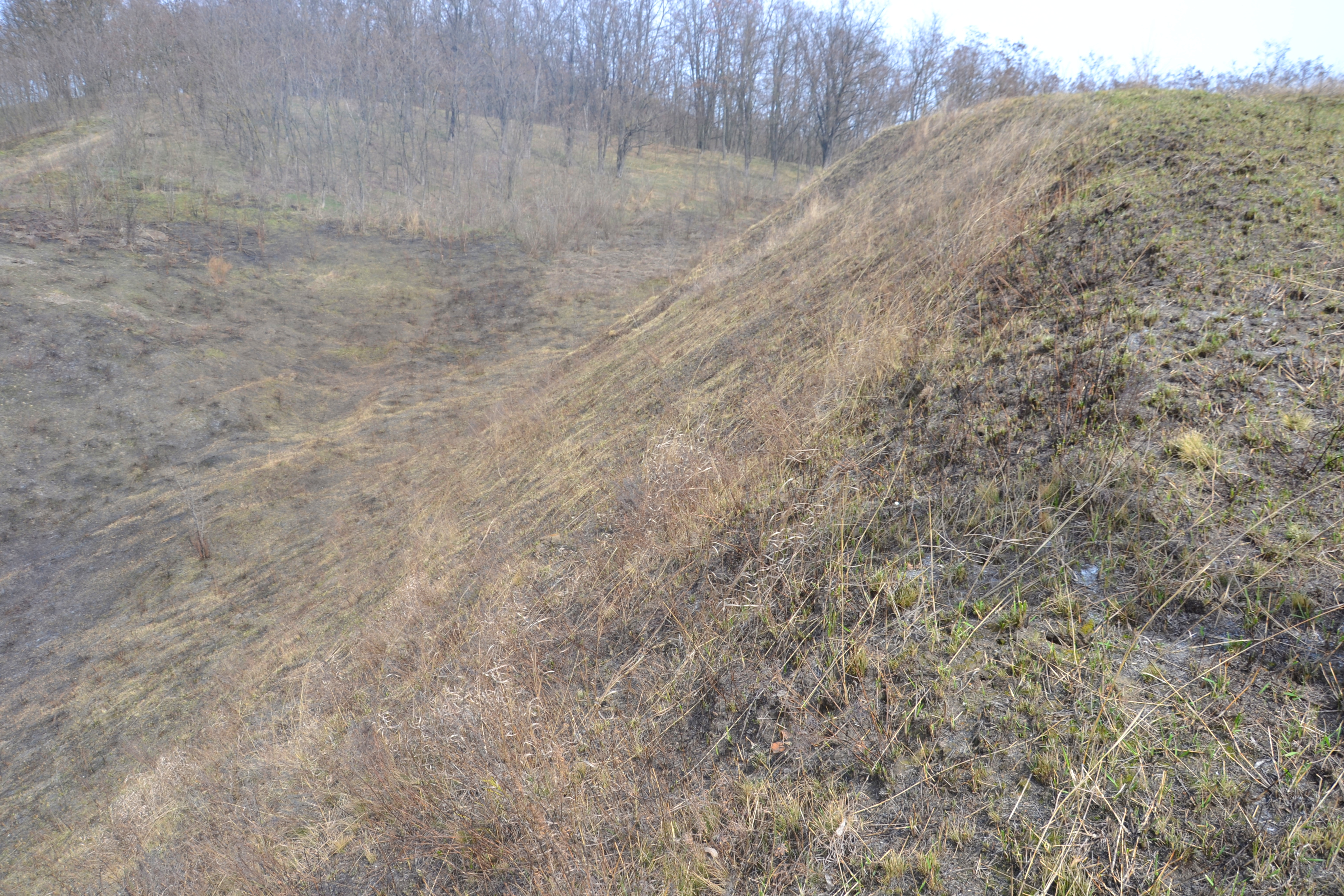
Вид на городище
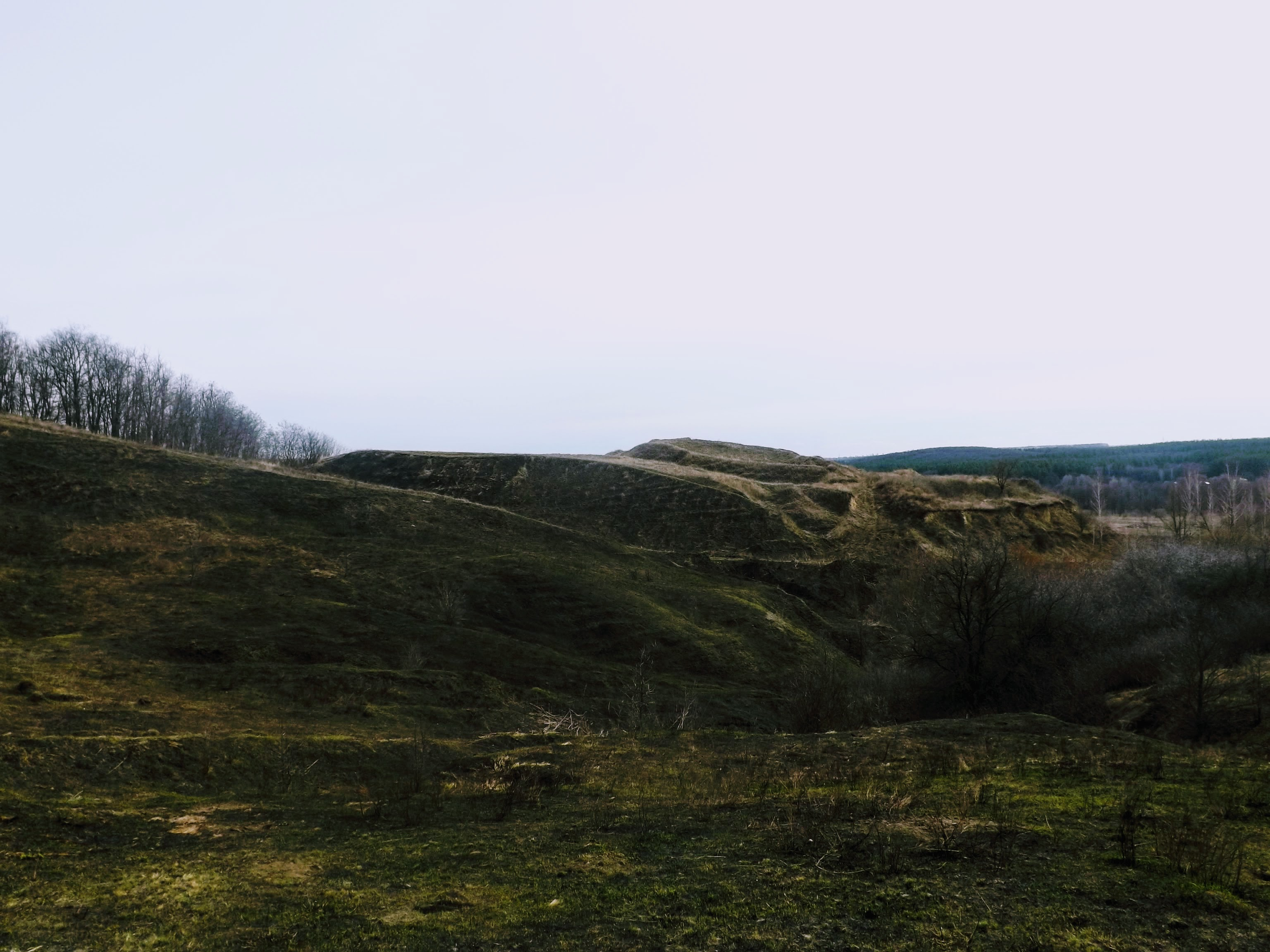
Городище в Заріччі
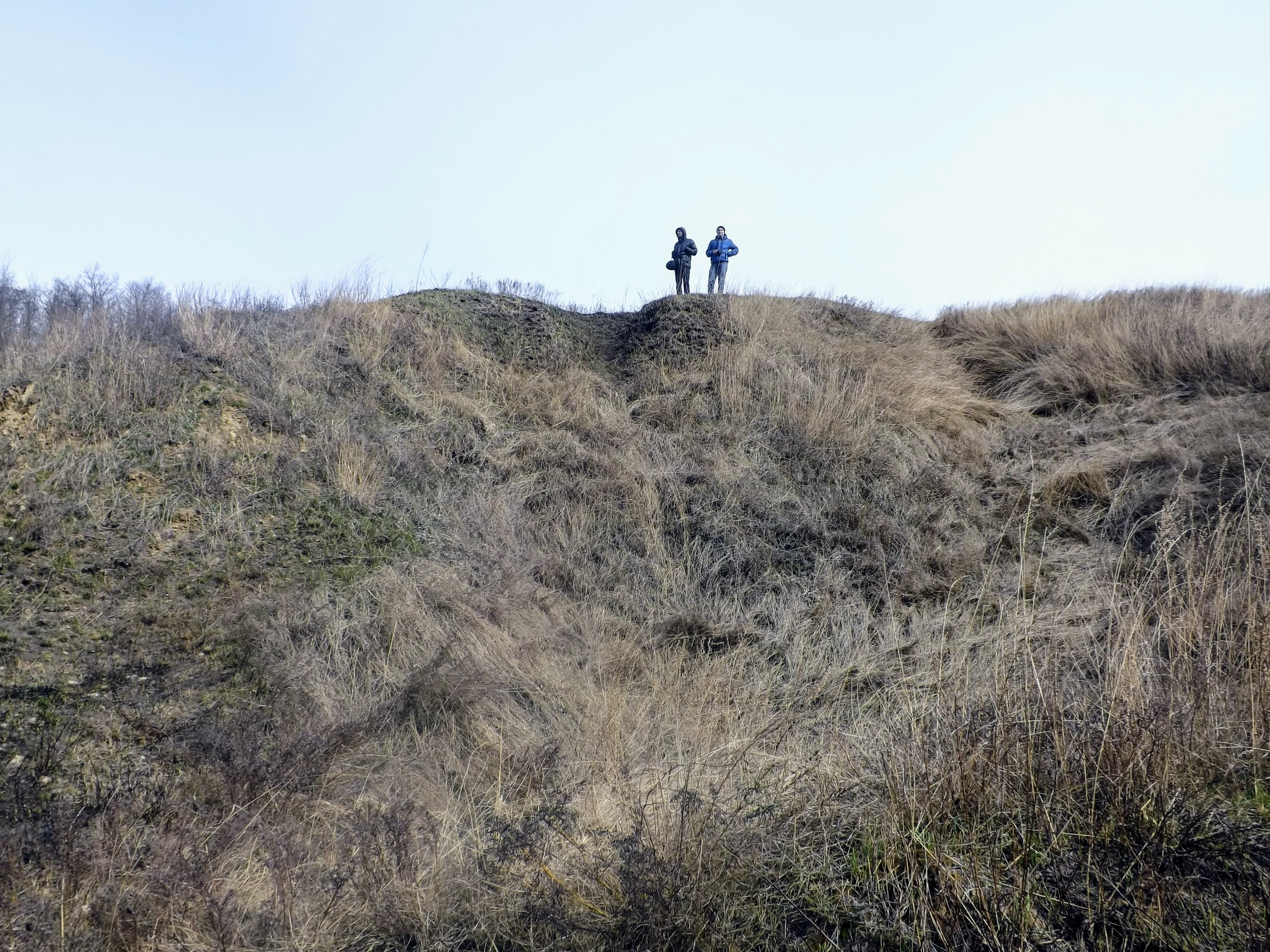
Вал дитинця
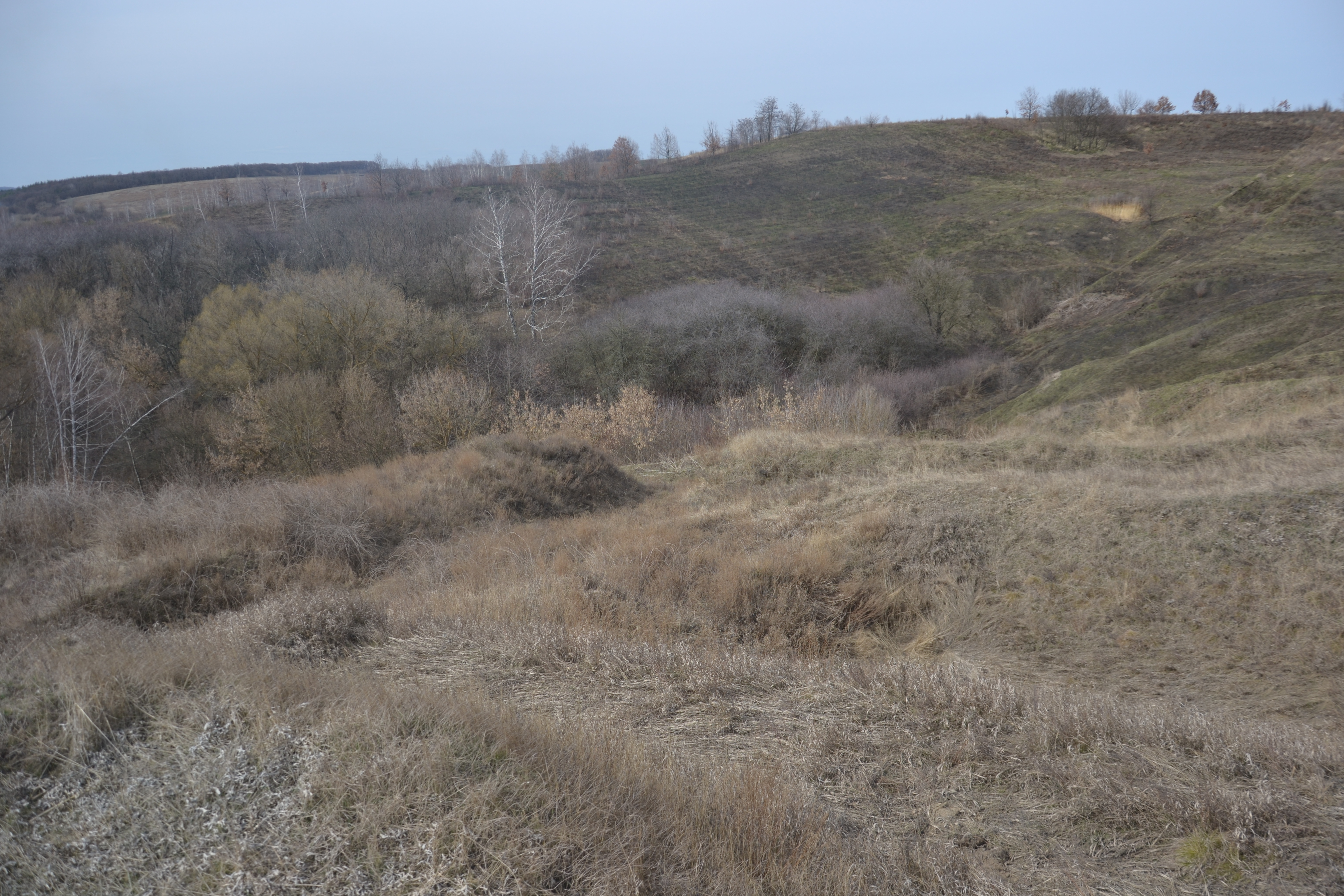
Вид з дитинця на окольний град
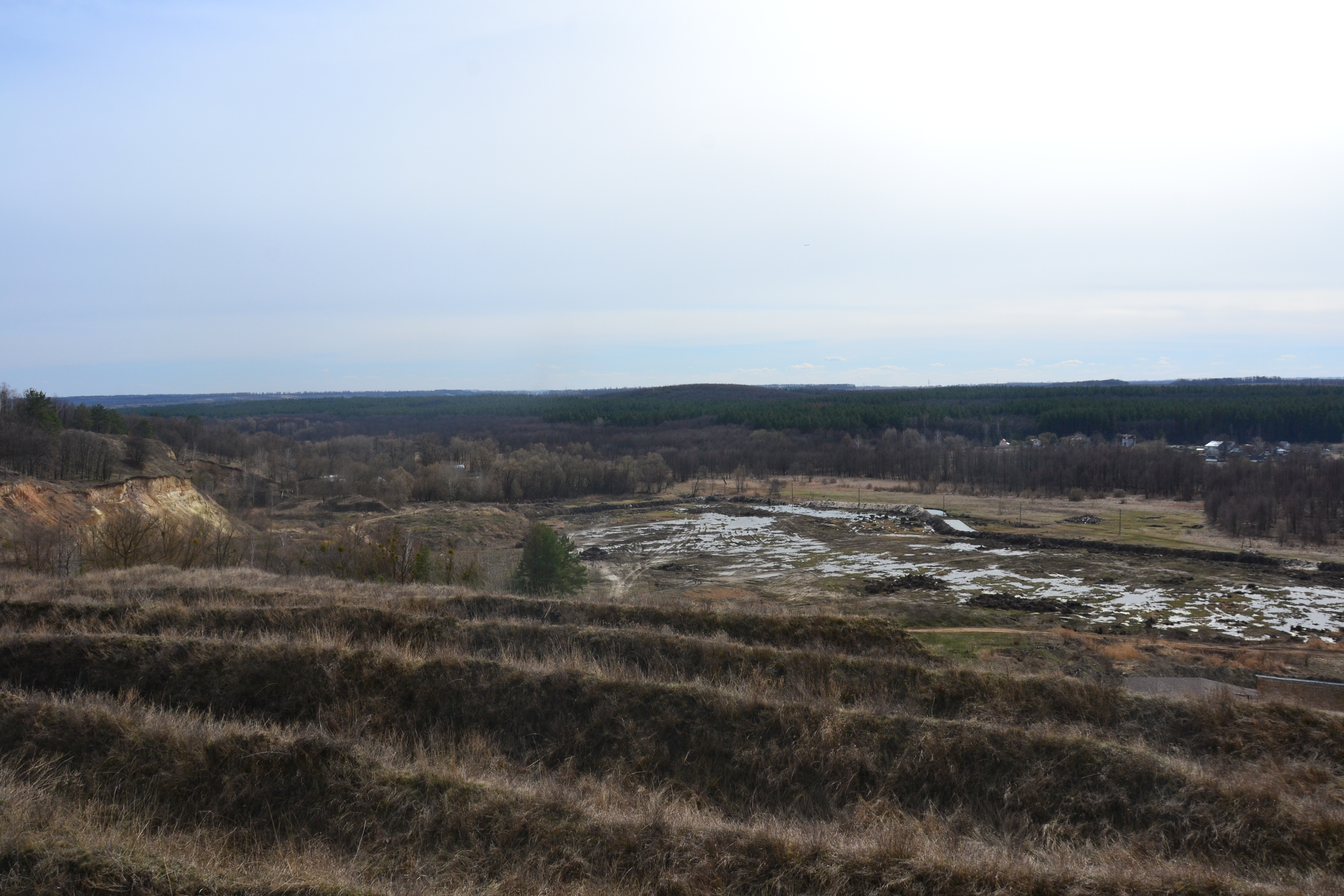
Вид з дитинця на село
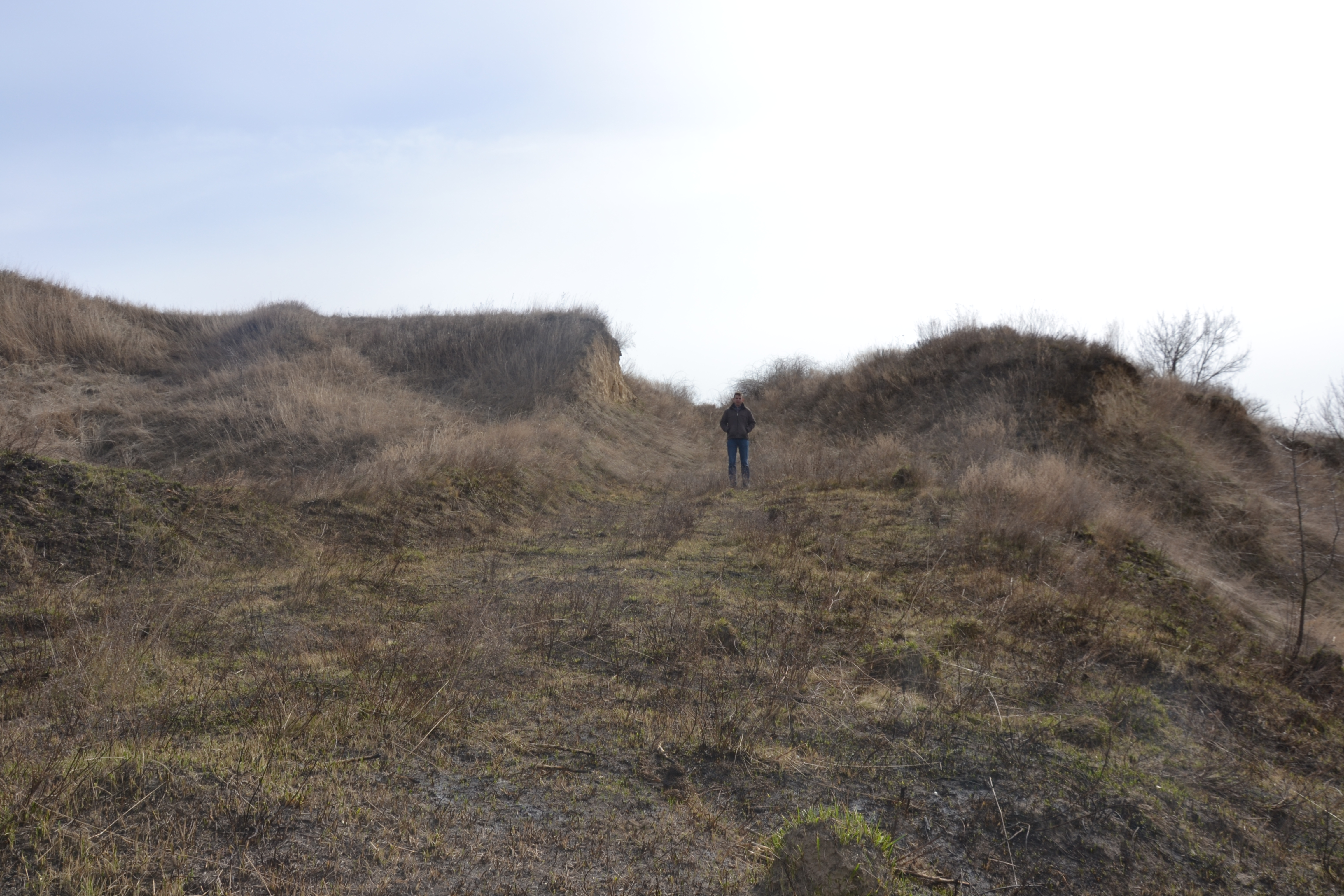
Вхід до дитинця
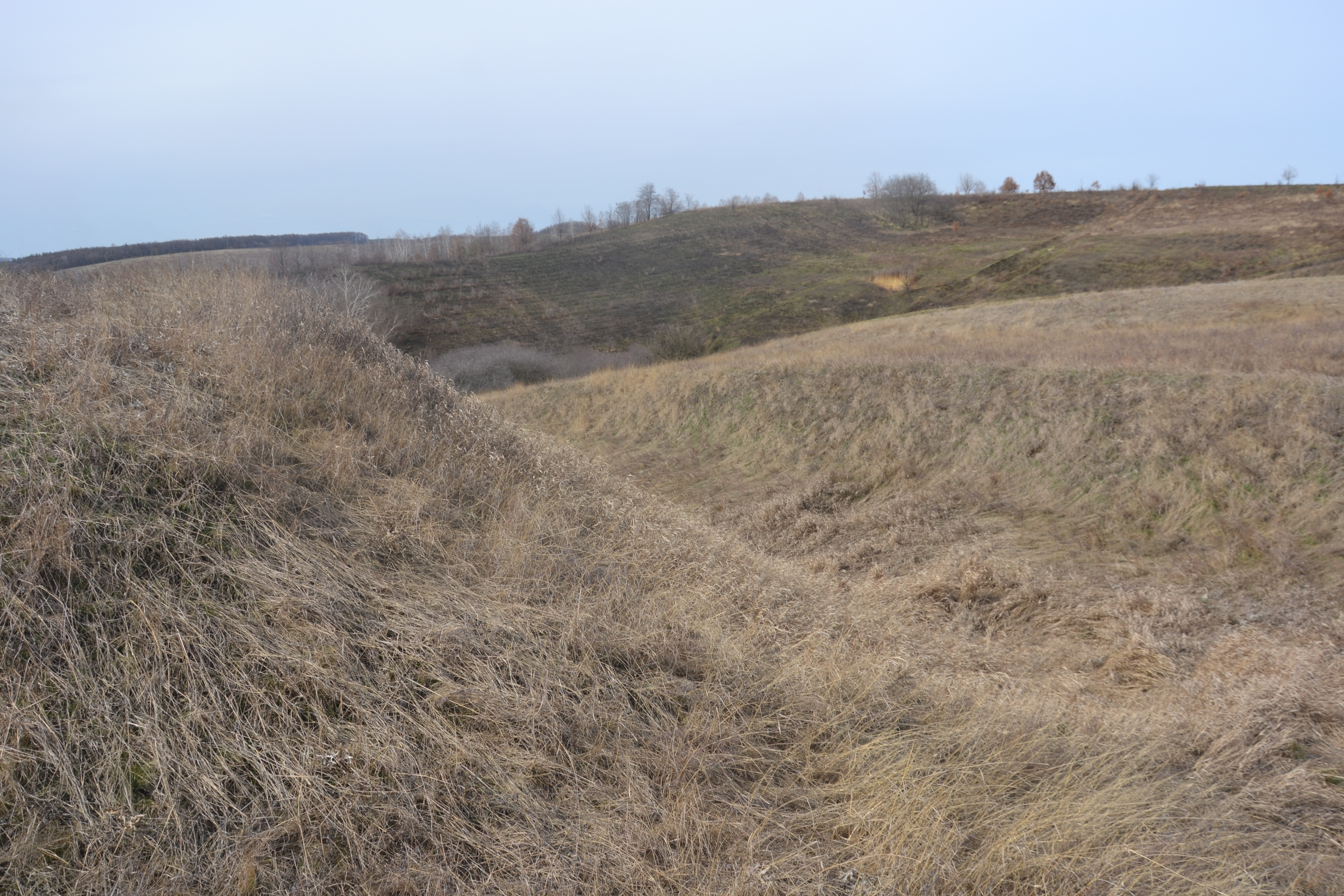
Рів і вал
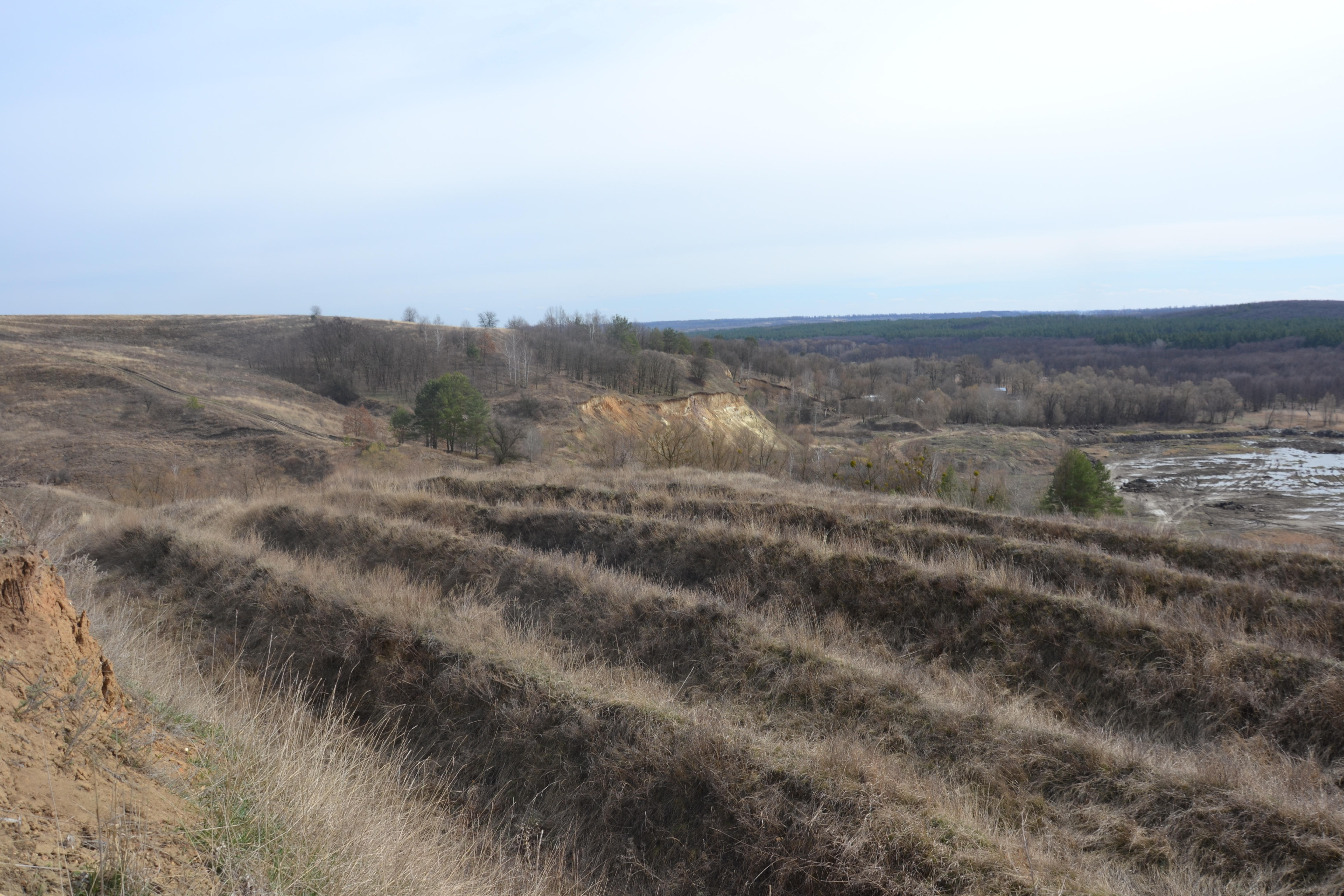
На території дитинця
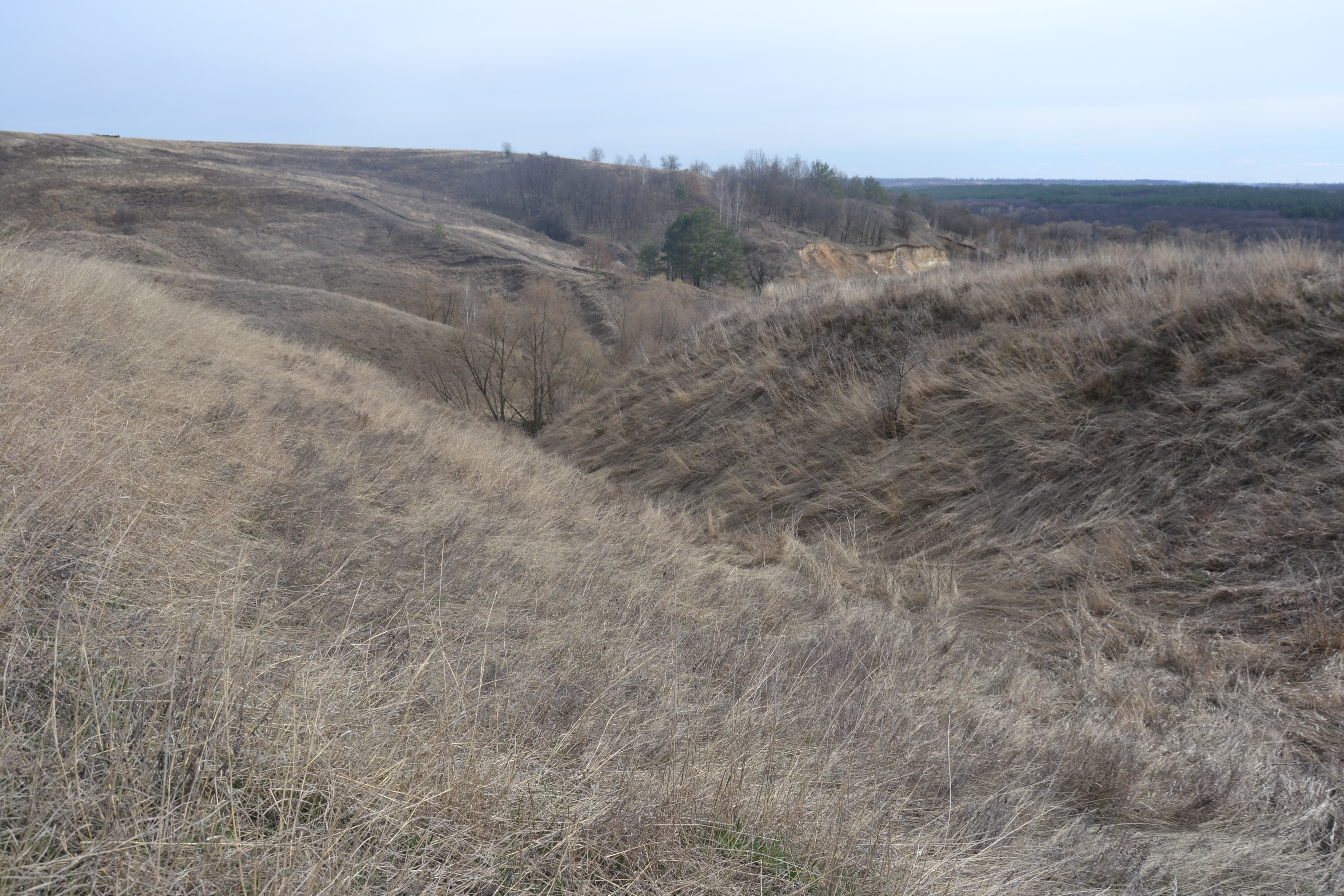
Рів і вал дитинця
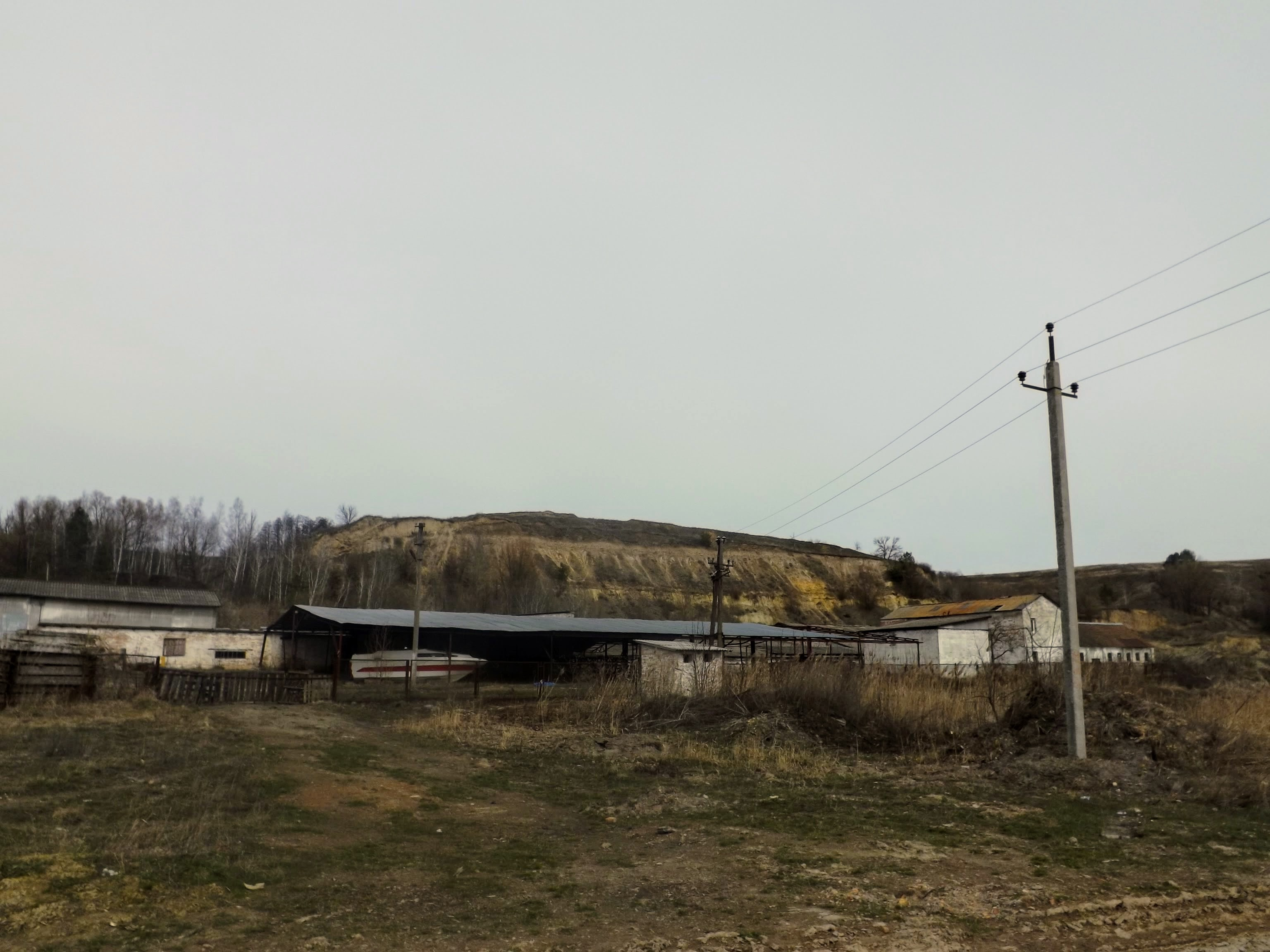
Вид на цегелню і пагорб, де розташоване городище
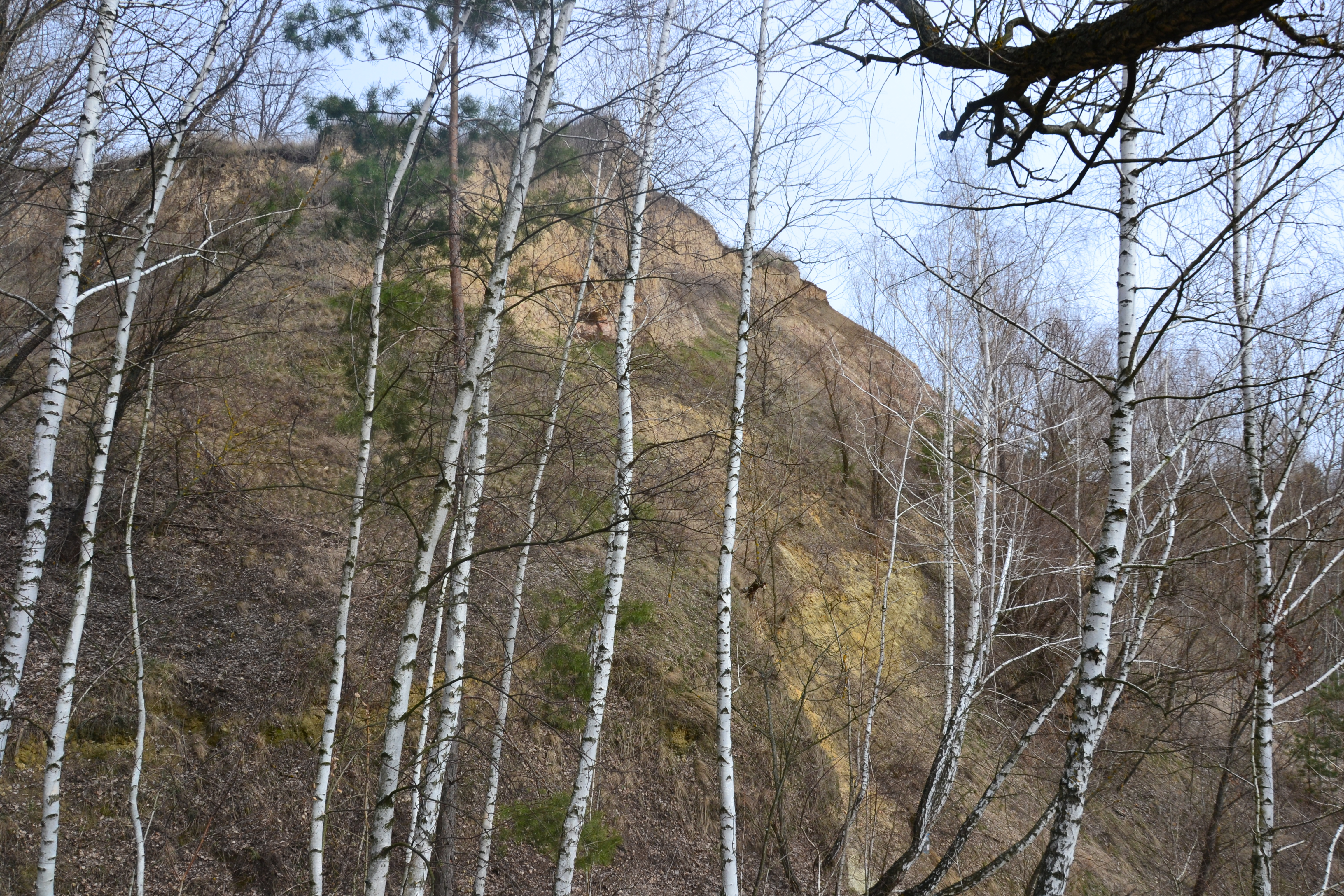
Зруйнована частина городища